# Osvaldo Cortés
Osvaldo Cortés (Buenos Aires, 6 giugno 1950) è un ex calciatore argentino, di ruolo difensore.

## Carriera

### Club
Ha trascorso l'intera carriera tra Spagna e Argentina, soggiornando nella penisola Iberica durante la militanza all'Elche e nel Valladolid.

### Nazionale
Ha disputato la sua unica partita per la Nazionale argentina nel 1973.